# Q-carbono
Q-carbono é um alótropo do carbono anunciado em 2015. É descrito como a terceira fase sólida de carbono, depois do diamante e grafite. Q-carbono é formado ao se aquecer uma fina camada de carbono amorfo para uma temperatura de 4000 K (3700 ° C; 6.700 ° F) e rapidamente resfriando logo em seguida.
Q-carbono é ferromagnético, ao contrário de todas as outras formas conhecidas de carbono, e Q-carbono parece ser mais resistente do que o diamante. Devido a estas propriedades, Q-carbono poderia ser usado extensivamente em tecnologia caso seja de fácil sintetização.